# Штоц, Максимиллиан
Максимиллиан «Макс» Штоц (нем. Maximillian «Max» Stotz; 13 марта 1912, Швехат, Нижняя Австрия — 19 августа 1943, около Витебска) — немецкий и австрийский лётчик, ас люфтваффе, кавалер Рыцарского креста Железного креста с дубовыми листьями, одержавший 189 побед в более чем 700 вылетах.

## Биография
В армию Первой Австрийской Республики Штоц был призван в 1933 году, в 1935 году перешёл в ВВС Австрии. Был участником нескольких пилотажных групп. После аншлюса зачислен в люфтваффе, за поддержку аншлюса награждён медалью «В память 1 октября 1938». Был одним из немногих австрийских лётчиков люфтваффе. В 1939 году зачислен во 2-ю группу 76-й истребительной эскадры, в составе которой воевал в Польше и на Западе. В 1940 году эскадра была переименована в 54-ю. Незадолго до начала операции «Барбаросса» Штоц довёл число побед до 16.
Штоц довольно успешно воевал в СССР: 19 июня 1942 года состоялось его награждение Рыцарским крестом Железного креста после 53-х побед, а 29 октября 1942 года он одержал свою сотую победу и получил Рыцарский крест с дубовыми листьями. 30 декабря 1942 года он довёл число своих побед до 129. Летом 1943 года он возглавил 5-ю эскадрилью 54-й эскадры.
19 августа 1943 года в бою над озером Ильмень Штоц сбил сразу 10 вражеских самолётов. Однако в тот же день он ввязался в бой против группы истребителей Яковлева над Витебском, в результате которого его самолёт был сбит. По одним данным, Штоц разбился насмерть; по другим, он успел выпрыгнуть с парашютом, но пропал без вести.

## Награды
- Авиационная планка Люфтваффе для пилотов истребителей в золоте[4]
- Железный крест (1939)
  - 2-го класса (5 ноября 1939)[5]
  - 1-го класса (1 июня 1940)[5]
- Почётный Кубок Люфтваффе (28 сентября 1940)[5]
- Немецкий крест в золоте (1 декабря 1941)[6]
- Рыцарский крест Железного креста
  - Основная награда (19 июня 1942)[7]
  - Рыцарский крест с дубовыми листьями (30 октября 1942)[7]